# Hans Heinrich Gerth
Hans Heinrich Gerth (* 24. April 1908 in Kassel; † 29. Dezember 1978 in Glashütten, Taunus) war ein US-amerikanischer Soziologe deutscher Herkunft.

## Leben und Wirken
Hans Heinrich Gerth studierte in Heidelberg bei Karl Jaspers, Emil Lederer, Alfred Weber und besonders Karl Mannheim. Später waren Paul Tillich und Adolph Löwe seine akademischen Lehrer an der Universität Frankfurt am Main. Das Studienjahr 1929/30 verbrachte er an der London School of Economics.
Gerth gehörte in Heidelberg zu einem studentischen Kreis um Norbert Elias und fuhr 1929 als Leiter der Sozialistischen Studentengruppe der Universität Heidelberg nach Berlin, um an einer internationalen Konferenz teilzunehmen.:S. 28 Nach seinem Wechsel als Mannheims Assistent nach Frankfurt zum Sommersemester 1930 trat er dort der Roten Studentengruppe (RSG) bei, einer an der Goethe-Universität sehr aktiven linken politischen Vereinigung. Zu der eher im außeruniversitären Bereich aktiven Gruppe Neu Beginnen pflegte er zwar persönliche Kontakte, wurde aber auf Anraten einer dort aktiven Genossin kein offizielles Mitglied.:S. 39
Nach seiner Frankfurter Promotion, die durch den damaligen Rektor Ernst Krieck erfolgte wurde Gerth 1933 Forschungsassistent von Rudolf Heberle an der Universität Kiel. Anschließend war er bis 1937 als Journalist tätig, unter anderem beim Berliner Tageblatt und als Berlin-Korrespondent der Chicago Daily News. Gerth emigrierte 1938 über Großbritannien in die USA. Dort stieß er anfänglich auf das Misstrauen von Emigranten, die Deutschland schon 1933 verlassen hatten. Nach einem von ihm selbst geprägten Ausdruck war er im Exil der Prototyp des „arischen Spätankömmlings“.
Bis 1940 lehrte er als Assistenz-Professor Soziologie an der University of Illinois, anschließend erst ebenfalls als Assistenz-Professor und seit 1947 als Professor an der University of Wisconsin. Während dieser Jahre widmete er sich intensiv der Übersetzung der Werke von Max Weber. In den USA arbeitete Gerth eng mit C. Wright Mills zusammen, der anfangs sein Student gewesen war. 1971 kehrte er nach Deutschland zurück, wo er bis 1975 Professor für Soziologie an der Universität Frankfurt am Main war.
Gerth gilt als „Mentor einer ganzen Generation namhafter amerikanischer Sozialwissenschaftler“. Er war Ehrenmitglied der Deutschen Gesellschaft für Soziologie.

## Schriften (Auswahl)
- Die sozialgeschichtliche Lage der bürgerlichen Intelligenz um die Wende des 18. Jahrhunderts. Ein Beitrag zur Soziologie des deutschen Frühliberalismus (Dissertation 1933), VDI, Berlin 1935. Neudruck unter dem Titel:
  - Bürgerliche Intelligenz um 1800. Zur Soziologie des deutschen Frühliberalismus (= Kritische Studien zur Geschichtswissenschaft, Bd. 19). Vandenhoeck und Ruprecht, Göttingen 1976, ISBN 3-525-35970-5.
- From Max Weber: Essays in sociology. Herausgegeben und kommentiert mit C. Wright Mills, Oxford university press, New York 1946 (Neuausgabe: Routledge, New York 2009, ISBN 978-0-415-48269-1).
- Zusammen mit C. Wright Mills: Character and social structure. The psychology of social institutions. Harcourt, New York 1953.
  - Person und Gesellschaft. Die Psychologie sozialer Institutionen. Athenäum-Verlag, Frankfurt am Main/Bonn 1970.